# Intervalo Kubo
Na física atômica, o intervalo kubo, ou espaçamento de subnível, é a média de espaçamento que existe entre consecutivo níveis de energia. As unidades de medida são meV ou millielétron volts. Ele varia de acordo com uma relação inversa para o nuclearidade. O intervalo de Kubo é essencialmente a energia necessária para remover um elétron de uma pequena partícula de metal.
Como o material em questão é visto a partir da massa atômica e níveis, podemos ver que o intervalo kubo vai do menor ao maior valor, respectivamente. Conforme o intervalo kubo aumenta, há também uma diminuição na densidade de estados localizados no nível de Fermi. O intervalo kubo também pode ter um efeito sobre as propriedades associadas com o material. É possível controlar o intervalo kubo que, assim, causa o sistema a tornar metálico ou não-metálico. A condutividade elétrica e a susceptibilidade magnética são também influenciadas pelo intervalo kubo e variam de acordo com o tamanho relativo do espaçamento de subnível.